# Hàmdala
La hàmdala és el nom donat al fet de pronunciar l'expressió al-hamdu li-L·lah (àrab: ٱلْحَمْدُ لِلَّٰهِ, al-ḥamdu li-Llāh), que literalment significa ‘la lloança (sigui) per a Déu’, equivalent a ‘lloat sigui Déu’. L'expressió és utilitzada de forma generalitzada pels parlants de l'àrab de qualsevol religió, inclosos cristians i jueus, però sobretot per molts musulmans tant arabòfons com no, a conseqüència del lloc central que aquesta expressió ocupa en l'Alcorà i en els hadits del profeta Muhàmmad. És similar a l'expressió hebrea al·leluia (en hebreu הַלְלוּיָהּ, lit. ‘Déu sigui lloat’).
El significat i l'explicació profunda de la hàmdala han estat objecte d'àmplia exegesi.